# Erlenbach (Kinzig)
Der Erlenbach ist der 2,5 km lange Unterlauf eines Flusses im westlichen Schwarzwald, der bei Biberach im Ortenaukreis in Baden-Württemberg von rechts in die Kinzig mündet. Gewässerkundlich werden der Erlenbach und sein linker und größerer Oberlauf, der Harmersbach, einander zugerechnet.

## Geographie

### Verlauf
Der Erlenbach entsteht durch den Zusammenfluss des westsüdwestlich laufenden Harmersbachs (16,3 km) und der südsüdwestlich laufenden Nordrach (15,1 km) am Westrand von Zell am Harmersbach. Am rechten Rand seines recht breiten Tales setzt er zunächst die Fließrichtung der Nordrach fort, biegt bei der Zeller Spitzmühle in seiner inzwischen mit dem Entersbacher Dorfbach gemeinsamen Talebene auf etwas westlicheren Kurs und mündet dann nach etwa zweieinhalb Kilometern Lauf, keine hundert Meter nach seinem Übertritt auf die Gemarkung von Biberach, von rechts und Osten in die Kinzig.
Der Erlenbach hat ein Einzugsgebiet von insgesamt 104,76 km², zu dem seine beiden Quellbäche über 98 % beitragen, davon der Harmersbach 63,573 km² und die Nordrach 39,754 km².
Etwa 0,4 km nach seiner Entstehung geht vom Erlenbach vor einem Wehr kurz oberhalb der Zeller Papierfabrik nach rechts ein Gewerbekanal ab, der Mühlbach genannt wird. Dieser läuft zunächst neben dem Fluss, biegt dann nach rechts ins untere Tal der Kinzig ein, verläuft dabei durch Biberach und anschließend parallel zur Kinzig. Er mündet erst nach einem Lauf von über 6 Kilometern Länge auf Biberacher Gemarkung beim ehemaligen Steinbruch am Paulischänzle von rechts in die Kinzig.

### Zuflüsse
Liste der direkten Zuflüsse vom Ursprung zur Mündung. Datenwerte nach der amtlichen Gewässerkarte.
- Harmersbach, linker und nordöstlicher Hauptstrang-Oberlauf, 16,4 km und 62,8 km²
- Nordrach, rechter und nordnordöstlicher Nebenstrang-Oberlauf, 15,2 km und 39,8 km²
- → (Abgang des Mühlbachs), nach rechts ca. 0,4 km nach dem Zusammenfluss der Oberläufe etwas vor der Unterentersbacher Papierfabrik, 6,4 km. Folgt anfangs rechts dem Erlenbach, durchquert dann Biberach und folgt dann lange rechts der Kinzig bis in die Teilgemarkung Schwaibach der Stadt Gengenbach, wo er zwischen den Weilern Schönberg und Bergach am ehemaligen Steinbruch in die Kinzig mündet.
- Entersbacher Dorfbach, von rechts und Osten auf etwa 192 m ü. NHN auf den letzten hundert Metern schon am Hochwasserdamm der Kinzig, 6,9 km und 10,9 km². Entsteht als Entersbach auf etwa 515 m ü. NHN unter dem Eckerhof von Zell-Oberentersbach.